# Akodon siberiae
Akodon siberiae és una espècie de mamífer rosegador de la família dels cricètids. És endèmic de Bolívia, on viu a altituds d'entre 1.833 i 3.075 msnm. El seu hàbitat natural són les selves nebuloses primàries. Està amenaçat per la destrucció i fragmentació del seu medi. El seu nom específic, siberiae, significa ‘de La Siberia’ en llatí.